# Fatos Nano
Fatos Thanas Nano (Tirana, 16 de septiembre de 1952) es un político albanés que fue primer ministro de Albania en tres ocasiones (1991, 1997-1998 y 2002-2005). Pertenece al Partido Socialista de Albania. Nano es licenciado en economía política y doctor en economía por la Universidad de Tirana.
Antiguo líder comunista, más tarde pasó a serlo del Partido Socialista de su país, heredero del antiguo partido único, el Partido del Trabajo de Albania. Nombrado primer ministro por el presidente Ramiz Alia en 1991, tuvo que dimitir después de huelgas y protestas masivas.
En 1993 fue encarcelado por corrupción, pero en 1997 fue exonerado cuando su partido llegó al poder. En 1997, tras el colapso de varios entramados financieros piramidales, y de los   disturbios resultantes que estuvieron a punto de provocar una guerra civil, el entonces presidente y enemigo político de Nano, Sali Berisha tuvo que dimitir. Ese mismo año, después de las elecciones generales, Nano fue nombrado primer ministro por el presidente Rexhep Meidani, aunque tuvo que volver a dimitir en 1998 a raíz de las protestas que siguieron al asesinato de un líder de la oposición, Azem Hajdari.
Nano fue nombrado primer ministro por tercera vez el 25 de julio de 2002 por el presidente Alfred Moisiu. En febrero de 2004 se convocaron dos grandes manifestaciones de hasta 20 000 personas, en las que se pedía nuevamente la dimisión de Nano por la mala gestión económica del país. Debido a que ha ocupado el cargo tantas veces, a Nano se le conoce popularmente como el «Primer Ministro Yoyó de Albania». 
| Predecesor: Adil Çarçani  | Primer ministro de Albania 1991      | Sucesor: Ylli Bufi     |
| Predecesor: Bashkim Fino  | Primer ministro de Albania 1997-1998 | Sucesor: Pandeli Majko |
| Predecesor: Pandeli Majko | Primer ministro de Albania 2002-2005 | Sucesor: Sali Berisha  |